# Ямницький потік
Ямницький потік (словац. Jamnícky potok) — річка; права притока Рачкови, протікає в окрузі Ліптовський Мікулаш.
Довжина приблизно 7.0-7.5 км. Витік знаходиться в масиві Західні Татри (Вишне Ямницьке плесо) на висоті приблизно 1834 метри.
Протікає територією сіл Прібиліна і Ямнік. Впадає в Рачкову на висоті приблизно 955 метрів.